# سالن بسکتبال

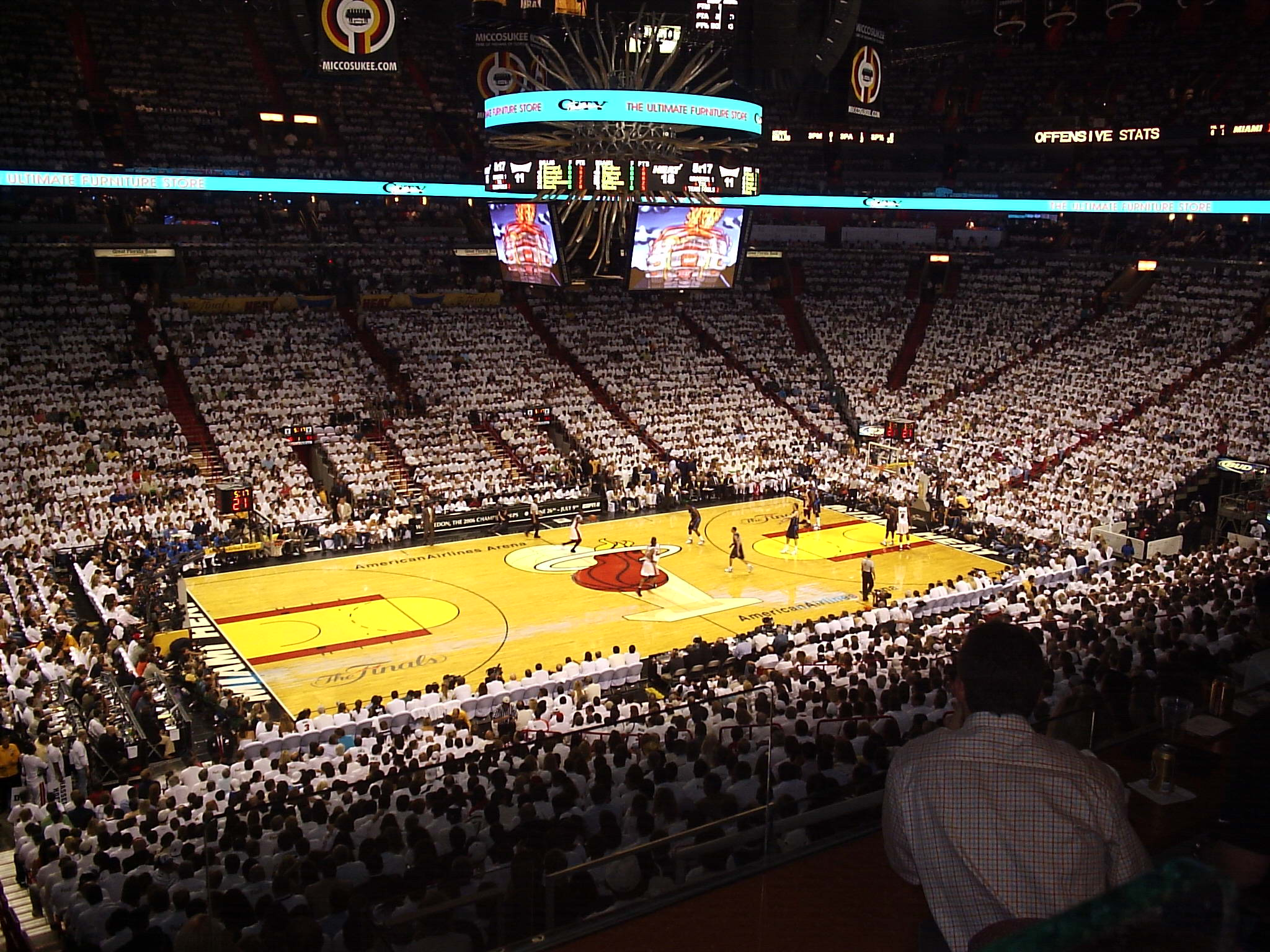
زمین خانه یا سالن بسکتبال میامی هیت

سالن بسکتبال (به انگلیسی: Basketball court) یا زمین بسکتبال سطح زمین در بازی بسکتبال است که شامل یک طبقه مستطیل شکل با کاشی، چوب یا پارکت می‌باشد که در سطح سالن کشیده شده‌است.
زمین بسکتبال طول ۲۸ متر) و عرض (۱۵ متر) می‌باشد حلقه بسکتبال ارتفاع ۱۰ فوت (۳ متر و ۵ سانت) از سطح زمین نصب می‌شود خط ۳ امتیازی هم ۷متر با سبد فاصله دارد و خط پرتاب آزاد نیز در فاصله ۴٫۵ متر از حلقه بسکتبال قرار دارد پهنای محوطه مستطیلی شکل (محوطه ۳ ثانیه) نیز ۳٫۵ متر نیز می‌باشد.